# USA:s folkräkning 1790

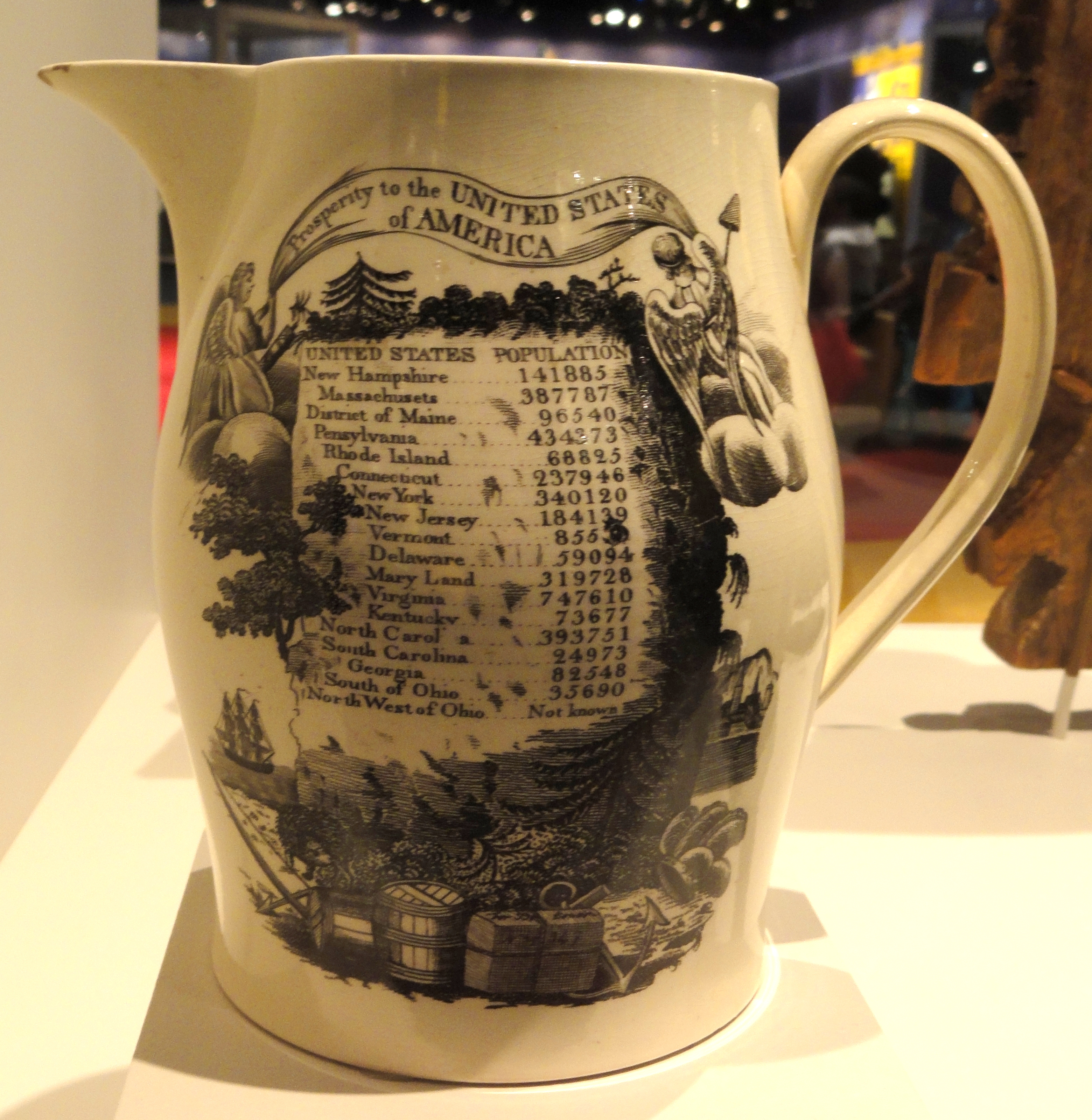
Jubileumskanna med folkräkningsresultat.

USA:s folkräkning 1790 (engelska: 1790 United States census) var den första folkräkningen i USA:s historia. Folkräkningen registrerade 3 929 214 invånare.